# Time-Limited Error Recovery
A Time Limited Error Recovery, röviden TLER a Western Digital informatikai cég merevlemezekkel kapcsolatos technológiája, ami a RAID-vezérlőkkel kapcsolatos hibakezelést javítja. Azt a problémát küszöböli ki, amikor az alatt az idő alatt, amíg a megtalált hibás szektort a merevlemez áthelyezi más területre, ami egy időigényes folyamat, a RAID elektronika az időtúllépés miatt az egész merevlemezt hibásnak fogja tekinteni, és kiveszi a tömbből (és kézi beavatkozással kell oda visszahelyezni). 
Más gyártóknak is van hasonló technológiájuk, a Seagate-nél Error Recovery Control (ERC), a Samsungnál és a Hitachinál Command Completion Time Limit (CCTL) néven.

## Külső hivatkozások
- Time-Limited Error Recovery (TLER) Information Sheet
- Samsung CCTL